# Happy Boys
Die Happy Boys waren eine jüdische Musikband in Deutschland von 1945 bis 1949.

## Bandgeschichte
Jack Eisner und Freunde gründeten 1945 in Cham nach ihrer Befreiung durch die US-Truppen eine jüdische Jazz-Band. Sie spielten mit in Polen vor dem Zweiten Weltkrieg vergrabenen Musikinstrumenten jiddische Musikstücke und Jazznummern in DP-Lagern für Displaced People in Deutschland. In seinem Buch erzählt Jack Eisner auch von Überlegungen, an ihren früheren Folterern aus den Konzentrationslagern Vergeltung zu üben. Dazu kam es allerdings nicht.
Nachdem die Bandmitglieder 1949 nach Amerika emigrierten, löste sich die Band auf.